# محمد شريدي
محمد شريدي (ولد عام 1986 - قتل في 11 شباط 2004 في عين الحلوة)، هو الابن الأصغر لمؤسس عصبة الأنصار الشيخ هشام شريدي. بعد مقتل والده في عام 1991 وشقيقه الأكبر عبد الله في تموز 2003 على يد ميليشيا حركة فتح في مخيم عين الحلوة. تزّعم محمد شريدي عصبة النور التي انشقت عن عصبة الأنصار وخاضت مواجهات عنيفة مع حركة فتح في المخيم، وقتل في كمين نصبه له مجهولون.